# Affif Belghecham
Affif Belghecham est un boxeur français du club de Feyzin, dans le département du Rhône, né le 17 juillet 1974 à Laval et combattant dans la catégorie poids moyens.

## Carrière
Après avoir remporté en 2006 le Tournoi de France et en 2007 la Coupe de la Ligue, Affif participe en 2008 à la première édition du Grand Tournoi. Il s'agit d'un tournoi de boxe réunissant certains des meilleurs boxeurs des catégories poids moyens et super-welters. Il bat notamment Mehdi Boualda ; Robert Roselia en demi-finale et retrouve Hassan N'Dam N'Jikam pour la finale qu'il perd aux points à l'issue des dix rounds.
En 2009, Belghecham affronte François Bastient, alors champion de France des poids moyens. Il remporte le combat aux points puis devient champion de l'Union Européenne (EU-EBU) face à Woulid Guarras, demi-finaliste de la première édition du Grand Tournoi.
L'année suivante, il combat et perd pour le titre de champion d'Europe (EBU). Son adversaire, champion d'Europe des poids moyens, l'Anglais Daren Barker, parvient à maitriser la pression exercée par le Français.
En 2011, après plusieurs reports, il affronte le nouveau champion de France Julien Marie-Sainte. L'avant combat est tendu, notamment du fait des reports et des déclarations des deux boxeurs, créant une animosité mais également un vif intérêt pour ce combat. Fidèle à son habitude, Belghecham commence le combat sur la défensive, encaissant les coups de son adversaire et le laissant se fatiguer. Mais c'est sans compter sur le physique de Marie-Sainte qui ne réduit pas le rythme mais qui par contre se fait souvent toucher en fin d'enchainements et au corps à corps. Le combat est très disputé jusqu'au bout des dix rounds mais c'est finalement Marie-Sainte qui est déclaré vainqueur à l'unanimité des trois juges.